# Опел
 Тази статия е за автомобилната марка.  За немския зоолог вижте Николаус Михаел Опел.  
Опел (Opel Automobile GmbH) е германска фирма за производство на автомобили. Компанията е създадена на 21 януари 1863 г. и започва производство на автомобили през 1899 г.

## История
През 1862 г. Адам Опел основава собствено предприятие за производство на шевни машини. През 1898 г. механикът Ф. Луцман от Десау изработва няколко моторни самохода, сходни като концепция с представения пет години по-рано Benz Victoria. Синовете на Адам Опел проявяват интерес към бензиновите файтони, които по същото време се изявяват успешно и в някои местни състезания. През януари следващата година младите наследници на Опел купуват малката работилница на Луцман, патентоват неговата конструкция и организират серийно производство на автомобили с марката Opel Lutzmann. Те имат открита четириместна каросерия и разположен отзад едноцилиндров двигател от 1542 cm³, който позволява мощност от 3,5 hp. Този първи във фирмената история модел е изработен в 65 екземпляра.
През 1902 г. обаче той вече изглежда твърде архаичен и неперспективен като концепция. Тогава братята купуват лиценз за производство на френските автомобили Darracq, чието тиражиране под марката Opel е организирано в Рюселсхайм. Каросерията е изцяло изработена в Германия, а шасито и двуцилиндровият двигател пристигат в завършен вид от Франция. Моделът е обозначен като Opel Darracq 8/4 PS, а през 1905 г. е усвоено и производството на 4-цилиндровия Opel Darracq 35/40 PS. Година по-късно обаче фамилията Опел решава да се откаже от услугите на А. Дарак, тъй като по същото време е завършен първият изцяло авторски сериен модел на Opel. Прототипът, наречен Opel 10/12 PS, е показан още през 1902 г. на изложението в Хамбург, а през 1906 г. от него вече са произведени повече от 1000 броя. След успешната си изява на международното автомобилно състезание за Купата на Кайзера от 1907 г. Opel се превръща в предпочитан доставчик на леки автомобили за държавния глава Вилхелм II. Първият фирмен модел, поръчан от двореца, е Opel 65 PS с 4-цилиндров двигател и специално изработена поръчкова каросерия тип „ландоле".
През 1909 г. се появява и моделът Opel 4/8 PS, по-известен като Doktorwagen, тъй като неговата надеждност, високопроходимост и пъргавина бързо са оценени от местните лекари. Автомобилът е снабден с четирицилиндров двигател от 1000 cm³ и тристепенна скоростна кутия, а максималната му скорост достига 55 km/h при мощност 8 hp Той се произвежда до 1910 г., когато е заменен от четириместните версии Opel 4/8 PS, Opel 8/14 PS и Opel 10/18 PS с каросерия тип „файтон“.
До началото на първата световна война предприятието предлага особено популярните в Германия модели Opel 5/12 Р8, Opel 5/14 PS и Opel 6/16 PS. По това време най-големият като кубатура автомобил на Opel е Opel 40/100 PS от 1912 г., чийто осемцилиндров двигател е с работен обем от 10 200 cm³, а максималната му скорост достига 120 km/h.
През 1914 г. е създаден Opel GP Rennwagen, с който знаменитият пилот Карл Йорнс успява да спечели една от местните надпревари.
В техническо отношение следвоенните леки автомобили на Opel Opel 21/60 PS и Opel 30/75 PS са базирани на първия шестцилиндров модел на фирмата Opel 18/50 PS от 1916 г. Въпреки своите достойнства, тези луксозни лимузини се продават трудно поради тежката икономическа ситуация в следвоенна Германия. Това е и основната причина, поради която през 1924 г. компанията лансира малкия двуместен модел Opel 4/12 PS, придобил красноречивия прякор Laubfrosch („дървесна жаба“) поради яркозелената си окраска. Популярният автомобил разполага с 4-цилиндров двигател (951 cm³, 12 hp) и достига максимална скорост 66 km/h. На негова база се предлагат още триместен седан, кабриолет (Opel 4/14 PS) и фургон.
Именно благодарение на Лаубфрош Opel се превръща в първата германска компания, усвоила конвейерното производство на леки автомобили. По повод на този модел обаче възниква конфликт с френската компания Citroën, която обвинява Opel в плагиатство, поради поразителната прилика между него и Citroën 5CV, произвеждан в началото на 1920-те години. Германците обаче успяват да докажат своята невинност и с това въпросът е приключен. Бестселърът остава на конвейера до края на 1925 г., след което на негово място идва вариант с четириместна каросерия, поставена върху удължено шаси, а старият двигател отстъпва на по-съвършен 1016-кубиков агрегат от 26 hp. В този вид моделът се подвизава до 1929 г.
Един любопитен и съвсем немаловажен детайл от богатата фирмена история е и фактът, че някъде към средата на 1920-те години Opel става първият производител в света, който създава сервизна мрежа за обслужване на своите автомобили на територията на цялата страна.

### Обвързването с General Motors
През 1928 г. компанията се трансформира от семейно предприятие в акционерно дружество Adam Opel AG. Година по-късно 80 % от нея става собственост на американския гигант General Motors, а през 1931 г. отвъдокеанските господари придобиват изцяло предприятието в Рюселсхайм.
Същата 1928 г. остава паметна в историята на Opel и със създаването на уникалния свръхскоростен болид Opel RAK-2, снабден с ракетен двигател с твърдо гориво. На 23 май същата година на скоростната отсечка на пистата AVUS край Берлин Фриц фон Опел (внук на Адам Опел) успява да достигне със същия автомобил скорост 238 km/h.
През 1929 г. е лансиран луксозният Opel 24/110 PS Regent, снабден с 8-цилиндров двигател от 5970 cm³, който е създаден като пряк конкурент на Mercedes-Benz. По същото време е представен и наследникът на Лаубфрош – Opel 4/20 PS с 1016-кубиков двигател. През 1931 г. на негово място идва Opel 1.0, а през 1932 г. – и Opel 1.2.
В средата на 30-те идва ред на следващото поколение достъпни компактни модели Р4, чието производство не след дълго достига до 100 000 броя годишно (според слуховете, през 1938 г. производството на модела е принудително преустановено по настояване на новото националсоциалистическо управление; причината за това е, че лидерите на Третия райх не искат да допуснат американският завод да се превърне в конкурент на новостроящата се фабрика на Volkswagen).
Паралелно с дебюта на Р4 в средата на 1930-те години на пазара се появява и сензационният модел Opel Olympia, чието име е вдъхновено от проведените през 1936 г. световни олимпийски игри в Берлин. Това е първият германски автомобил със самоносеща каросерия, който именно благодарение на тази авангардна особеност е със 110 kg по-лек от своя предшественик Opel Regent 1.3. Именно оттам са взети и първоначално използваните при Opel Olympia двигатели, които впоследствие са заменени от по-модерни агрегати от 1288 cm³ (26 hp) и 1488 cm³ (37 hp).
В края на 1936 г. компанията предлага и още един достъпен модел от същия клас, наречен Opel Kadett. Той отново разполага със самоносеща каросерия, а външните му разлики с Olympia са незначителни, като използваният в случая двигател е от предходния модел Р4. През 1938 г. Kadett е модернизиран, а неговото производство е поето изцяло от новия фирмен завод в Бранденбург, където след 1935 г. се произвеждат камионите Opel Blitz и 1,5-литровите двигатели за някои от леките автомобили. При 6-цилиндровия модел Opel 2.0, произвеждан в периода 1934 – 1937 г., за първи път във фирмената история е внедрено независимо предно окачване тип Дубонет (Dubonnet), каквото след 1939 г. получават всички модели на Opel.
По време на автосалона в Берлин от началото на 1937 г. компанията представя два нови модела – Opel Super 6 и Opel Admiral. Първият от тях не се радва на особено дълга и успешна кариера, но вторият е приет с овации от публиката не само заради своя оригинален дизайн, но и заради мощния и надежден 6-цилиндров двигател от 3626 cm³ и максимална скорост 132 km/h при мощност 75 hp Той се отличава с меко окачване, удобни седалки, ниско ниво на шума в купето и възможността за избор между две атрактивни каросерии с четири врати – лимузина и кабриолет, като паралелно с тях се представя и ефектни поръчкови каросерии на същата база, изработени от местни каросерийни майстори. Производството на Admiral е преустановено в началото на Втората световна война, като дотогава са изработени близо 6500 броя.
Когато Германия обявява война на САЩ, заводите на Opel преминават под държавен контрол. По същото време военните камиони Opel Blitz за нуждите на Вермахта се снабдяват с двигатели от Opel Admiral. През 1944 г. фабриките на Opel претърпяват сериозни поражения вследствие на съюзническите бомбардировки.
Веднага след войната концернът General Motors започва възстановяване на завода в Рюселсхайм. Фабриката за камиони в Бранденбург обаче е изгубена завинаги. Причината за това не са тежките разрушения, а съветските окупационни власи, които демонтират завода и отново го сглобяват някъде край Урал. Допълнително, съветските власти изискват от съюзническите сили производствена технология, инструменти и чертежи за Opel Kadett, с цел да възстановят производството на модела в завода в Лайпциг. Производствената линия е доставена в Лайпциг, но вместо да бъде разтоварена, продължава пътя си за Москва, откъдето през декември 1946 г. започва производството на Москвич 400, напълно идентичен с Opel Kadett (наричан в СССР на шега и „под сурдинка“ Опел Фиатович).
През 1939 г. дебютира и модерният седан от среден клас Opel Kapitän, който се отличава със своя авангарден дизайн, проектиран в САЩ, както и с изцяло металната си самоносеща каросерия и 2473-кубиковия си двигател от 55 hp, Opel Super 6. Той става особено популярен не само в Германия, но и в останалите страни, в които се продава и до октомври 1940 г., когато принудително слиза от конвейера, е тиражиран в над 25 хиляди броя. Неговото производство е продължено с незначителни технически изменения и след войната, и по-точно между 1948 и 1951 г. След това моделът претърпява основна стилистична модернизация, изпълнена в подчертано американски стил. В техническо отношение една от малкото разлики с предходния вариант е, че скоростният лост вече е поставен на кормилната колона.
През 1950 г. е модернизирана и Opel Olympia, като към стандартния седан с две врати се присъединяват и две нови модификации – кабриолет и универсал.
Първият изцяло нов като външност следвоенен модел на Opel е бестселърът Opel Record, който дебютира през есента на 1953 г. на автосалона във Франкфурт. Въпреки модерната си каросерия с две врати, предлагана във варианти седан и кабриолет, той запазва почти изцяло архаичната механика и 1488-кубиковият двигател от своя предшественик Opel Olympia. В конкретния случай мощността и максималната скорост на модела са повишени съответно на 40 hp и 120 km/h. До края на 50-те години Opel Record претърпява три поетапни модернизации, при които максималната мощност е допълнително повишена и е внедрена нова четиристепенна скоростна кутия. Появяват се и нови модификации, като седан с четири врати, универсал, обозначен като Caravan, и др. Клиентите могат да избират между двигатели с работен обем от 1196 до 1680 cm³ и автоматична скоростна кутия от типа Olymat. Автомобилът се радва на особена популярност не само в Европа, но дори и на американския пазар, като между 1953 и 1960 г. първата генерация Opel Record е тиражирана в повече от 1,5 милиона броя. През 1954 г. е представен и наследникът на Opel Kapitän. Новият голям седан от „американски тип" се отличава с просторно пътническо пространство, панорамни стъкла, триместна предна седалка тип „пейка", висящи педали и др. Първоначално е използван форсиран до 68 hp вариант на предвоенния 6-цилиндров агрегат от 2473 cm³, но с появяването на новия Opel Kapitän R, в края на 1958 г. идва и нов 2605-кубиков двигател от 80 hp. Като опция на този модел се предлага и полуавтоматична американска скоростна кутия, а след 1961 г. – и напълно автоматичната тристепенна скоростна кутия Esaytronic.
През 1964 г. се появява и напълно обновеният Opel Kapitän A, чието външно излъчване отново съчетава най-модерните отвъдокеански тенденции. Пак тогава е лансиран и първият следвоенен модел на фирмата от представителен клас, при който е възродено името Opel Admiral. Паралелно с него се предлага и почти идентичният Opel Diplomat, който върви в комплект с 4,6-литров двигагел Chevrolet V8 със 165 hp. Впоследствие такъв двигател се поставя по поръчка и на моделите Opel Kapitän и Opel Admiral, като междувременно Opel Diplomat e снабден с нов 5,4-литров агрегат V8 с 230 hp И трите модела разполагат с идентично задно окачване тип Де Дион.
През 1963 г. идва ред и на второто поколение Opel Record, който се отличава със своята видимо уголемена каросерия, а след 1964 г. и с наличието на мощен 6-цилиндров двигател с 2605 cm³.
През 1962 г., когато фирмата чества своя стогодишен юбилей, в експлоатация влиза новият завод на Opel в Бохум, където е организирано производството на възродения Opel Kadett. Това е компактен модел с две врати и нов двигател с 993 cm³, слят в общ блок със съединителя и четиристепенната скоростна кутия, който осигурява мощност от 40 hp. Три години след премиерата си той получава нов 1078-кубиков двигател, а през 1967 г. се появява и ограничена серия от спортната версия Opel Kadett Rally, чийто работен обем е повишен до 1897 cm³.
През 1980 г. дебютира и първият във фирмената история модел с предно предаване – Opel Kadett D. Четири години по-късно той е заменен от обтекаемия Opel Kadett E, който е първият автомобил на Opel, удостоен с приза „Автомобил на годината".
По време на автосалона във Франкфурт през 1965 г. Opel показва перспективен прототип на първия в своята гама спортен автомобил, обозначен като GT, чиято ходова част е идентична с тази на Opel Kadett. Серийният вариант на модела е лансиран през август 1968 г. с два вида двигатели от 1078 и 1897 cm³, като преобладаващата част от него се продава в САЩ.
През 1966 г. е предприета поредната по-значима модернизация на модела Opel Record, който получава цяла гама модерни 4-цилиндрови двигатели от 1.5, 1.7 и 1.9 L с горен разпределителен вал, чиято мощност е съответно 66, 75 и 90 hp. През 1972 г. именно този модел за първи път във фирмената история започва да се продава и с дизелов двигател (2067 cm³, 60 hp), но през 1974 г. поради данъчни съображения работният обем на дизеловата версия е редуциран до 1998 cm³. Последната модернизация на Opel Record е направена през 1979 г. и в общи линии се изчерпва с поставянето на нов 1979-кубиков двигател.
От 1967 г. паралелно с Opel Record се произвежда и относително сходният като концепция модел Opel Commodore, който разполага с 6-цилиндров двигател от 2490 cm³. Той се изявява успешно в редица автомобилни надпревари и се ползва с добро име сред клиентите. Модернизираният впоследствие Holden Commodore започва да се произвежда в австралийския филиал на GM.
През 1970 г. Opel лансира своя нов модел Opel Ascona, който замества ветерана Opel Kapitän, като на негова база е разработено и спортното купе Opel Manta. И двата модела се предлагат с 4-цилиндрови двигатели с работен обем 1196, 1584 и 1897 cm³, като пет години след своя дебют са основно модернизирани, а след 1980 г. Opel Ascona е тотално преработен и започва да се произвежда с предно предаване. В годините на своето производство Opel Manta e особено търсен модел и за цялата си кариера е тиражиран в над 1 милиона.
През 1978 г. елитните Opel Admiral и Opel Diplomat са заменени от Opel Senator, който е лансиран в два 6-цилиндрови варианта (2784 и 2969 cm³ и мощност съответно 140 и 180 hp), като може да се поръча и версия с тристепенен автоматик. На базата на помощната от двете модификации е създадено и спортното купе Opel Monza, чиято предна част е почти еднаква с тази на Opel Senator, но задната част завършва в стил хечбек.
През 1988 г. мястото на Opel Ascona е заето от новата Opel Vectra, чието производство скоро след обединението на Германия е пренесено в бившия завод на Wartburg в Айзенах. След 1989 г. на базата на Opel Vectra се произвежда и спортното купе Opel Calibra, което идва на мястото на Opel Manta и се отличава с отлична аеродинамика (Сх = 0,26).
Производството на новото семейство започва през 1982 г. с модела Opel Corsa в испанския завод на компанията. През януари 1993 г. идва второто поколение Opel Corsa и спортното купе Opel Tigra, базирано на същия модел, а през есента на 2000 г. е предприето следващото по-сериозно обновяване на компактния хит. Интересна новост при този усъвършенстван вариант е наличието на комбинирана полуавтоматична скоростна кутия Easytronic, с каквато се предлагат 1199-кубиковите версии на модела. През 2001 г. се появява и универсалната версия на Opel Corsa, която е наречена Combo и разполага със същия двигател.
През 1986 г. ветеранът Opel Record е заменен от елегантната Opel Omega, която се предлага във вариант седан и комби, а в края на същата година получава престижното звание „Автомобил на годината".
Година след премиерата на модела е лансирана и неговата по-престижна версия, наречена Opel Senator, при която е използван 6-цилиндров двигател от 2594 cm³ (150 hp) и автоматична скоростна кутия.
В края на 1993 г. дебютира второто поколение Opel Omega, което върви в комплект с няколко вида 4- и 6-цилиндрови двигатели, чийто работен обем се движи от 1998 до 3175 cm³.
През лятото на 1991 г. мястото на Opel Kadett е заето от новия модел Opel Astra F, като лиценза за производство на самия Opel Kadett Е е продаден на корейската компания Daewoo. Следващата генерация Opel Astra G е представена през 1999 г., като на нейна база започват да се произвеждат и универсалните миниванове Opel Zafira. Astra G е най-дълго произвежданият модел автомобили в света за последните 50 години – от 1998 до 2009 г.
През 2001 г. е представена разработката на Bertone – купе върху Astra G, Astra Coupe Bertone. Една година по-късно е пусната на пазара и кабрио версия на модела.
През 2004 г. e представена Astra H, и по-спортната триврата версия GTC (Grand Touring Coupe). Моделът се произвежда паралелно с Astra G, която бива преименувана на Astra Classic. Тривратата версия разработена от OPC разполага с 2 L турбо агрегат с 240 hp и ускорение от 6,4 s от 0 до 100 km/h.
През 1998 е създаден Opel Performance Center (OPC) в Рюселсхайм, център, занимаващ се изцяло с разработването на спортни варианти на моделите на Opel. Първата разработка е Astra G OPC с 2 литров атмосферен мотор със 160 hp Следват Astra G OPC II (турбо с 200 hp) както и разработки върху Vectra C (280hp), Zfira B (240hp), Meriva (180 hp), Corsa C (175hp) и Corsa D (192hp). Инженерите на Opel държат всички автомобили от гамата OPC да преминат тежките тестове с продължителност 10 000 km по дългата 20,8 km Северна отсечка на Нюрбургринг, наречена с прозвището „Зеления ад“ от легендарния автомобилен пилот Джеки Стюарт. 12 дни, 27 000 смени на предавките, 35 551 завоя и 487 обиколки на най-тежкото трасе на планетата са теста, който всяка една разработка на тунинг центъра трябва да премине, за да бъде одобрена. Характерен за всички модели на центъра е светлосиният цвят „Arden“, който не се предлага за „цивилните“ Opel-и, но OPC се предлагат също и в черно, червено и сребристо.
През 1991 г. производствената програма на Opel е обогатена и от първия във фирмената история вседоход – Opel Frontera, който фактически е германски аналог на Isuzu Amigo, но за разлика от външното сходство, в случая е използван оригинален двигател на Opel. Не след дълго отново в сътрудничество с японската фирма е разработен и моделът Opel Monterey.
Второто поколение Opel Vectra дебютира през 1996 г., а следващото – през пролетта на 2002 г. на автосалона в Женева. Тогава за първи път в производствената програма на Opel е внедрена безстепенната трансмисия, като през 2003 г. на базата на новата Opel Vectra е създаден и скоростният хечбек Opel Vectra GTS, снабден с 3175-кубиков двигател V6, благодарение на който мощността на модела достига 218 hp. OPC версията ползва 2.8 V6 Turbo с 280 hp, който ускорява тежката лимузина от 0 до 100 km/h за 6,3 s.
През лятото на 2000 г. фирменият филиал в Полша започва производството на минивана Opel Agila, който е аналог на японския Suzuki Wagon R+, но снабден с трицилиндров двигател на Opel от 973 cm³.
От есента на 2001 г. започва и относително ограниченото като тираж производство на двуместния Opel Speedster с каросерия тарга и разположен в пределите на базата 4-цилиндров атмосферен двигател от 2193 cm³ и по-мощен двулитров турбо агрегат с 200 hp, с него спийдстър се ускорява от 0 до 100 km/h за само 4,7 s и изминава 400 m за 13,5 s, нареждайки се сред доста по-мощни конкуренти от марки като Porsche, BMW M, Bently, Ferari и др.
През 2003 г. гамата е допълнена от изцяло новия модел Opel Meriva, базиран на Opel Corsa, чието производство е усвоено от заводите на Opel в Бразилия и Испания. По-късно същата година в Рюселсхайм започва производството на по-спортния близнак на Vectra Opel Signum.
През 2009 г. Opel представя наследника на Vectra – Insignia. Една радикално нова концепция на марката. Автомобилът става „кола на годината“ за Европа. Предлага се с бензинови агрегати от 115 до 325 hp (OPC разработка върху 2.8 V6 TURBO) и дизелови комън рейл от 110 hp до топ двигател 2.0 CDTI Битурбо със 190 hp Insignia предлага нововъведения в световен мащаб като системата за разпознаване на знаци и маркировка 'Opel Eye' и комбинираното шаси FlexRide с три режима на пътно поведение.

### Обвързване с Peugeot Citroën
През 2017 г. Groupe PSA (преди – Peugeot Citroën) закупува от General Motors марката Opel.
Понастоящем компанията Adam Opel AG разполага с пет завода в Германия, които произвеждат около 650 хил. автомобила годишно. Останалите заводи на немския гигант са разположени във Великобритания, Португалия, Испания, Белгия, Полша, Унгария, Турция, Индия, Тайланд, ЮАР, Аржентина, Бразилия и Австралия.